# Ratsgymnasium Minden

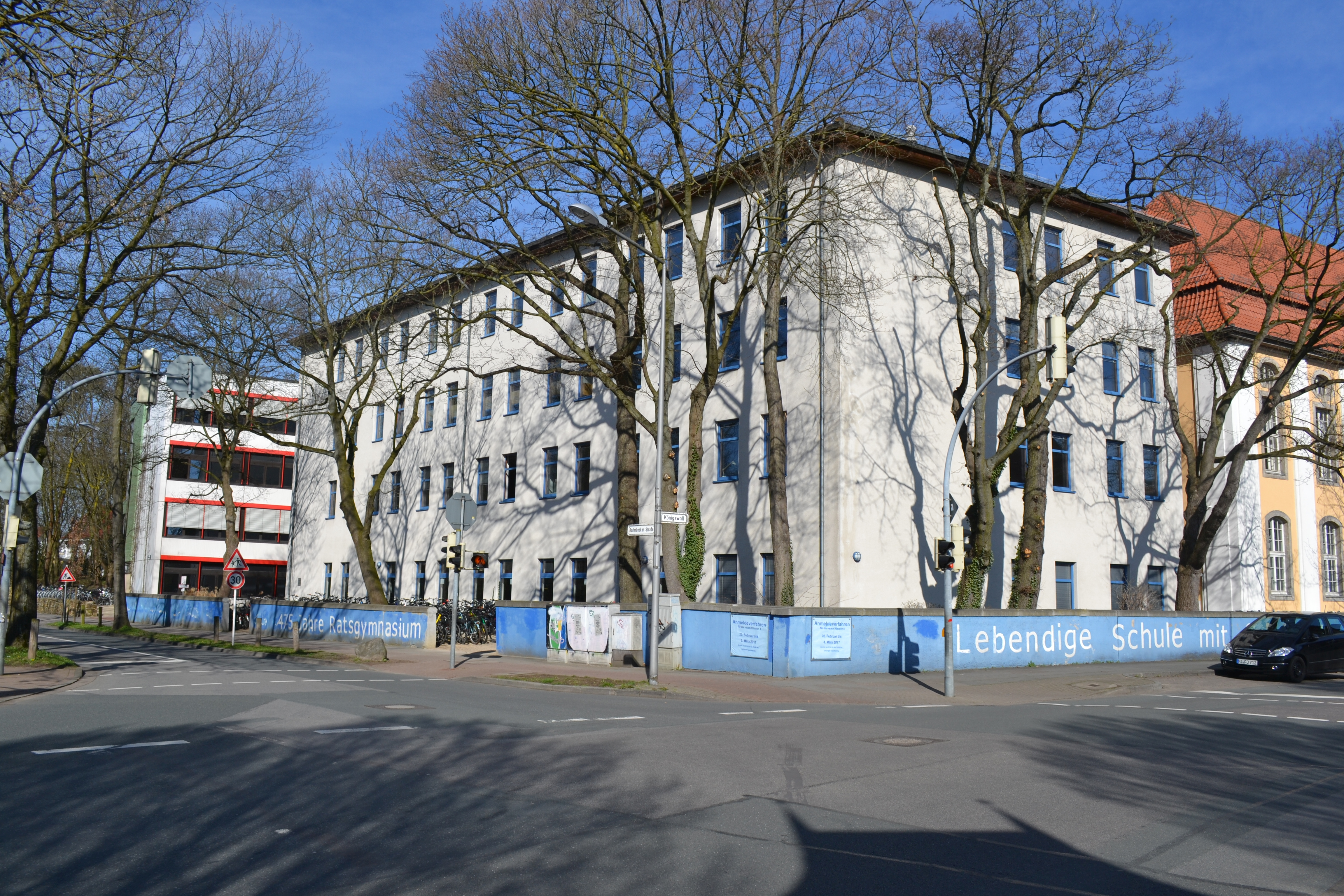
Das Ratsgymnasium Minden

Ratsgymnasium Minden ist ein Gymnasium in der ostwestfälischen Stadt Minden. An der Schule werden heute etwa 1000 Schüler von etwa 90 Lehrkräften unterrichtet.

## Geschichte
Das Ratsgymnasium wurde 1530 als Folge der Reformation in Minden im Kloster St. Pauli gegründet. Das Gymnasium war damit das erste Gymnasium westlich der Weser, das im Sinne des reformierten Glaubens lehrte, und ist mithin das älteste protestantische Gymnasium Westfalens.
Im Jahr 1880 weihte man den „Alten Neubau“ an der Immanuelstraße ein, der maßgeblich von dem Architekten Eduard Heldberg gestaltet worden war. Hier war später die Bessel-Oberrealschule und heute die Domschule untergebracht. 1914 wurde der Grundstein für einen Neubau am Königswall gelegt, der kriegsbedingt erst 1920 fertiggestellt wurde.
In der Zeit des Nationalsozialismus wurde auf die Schule entsprechend Einfluss genommen. Studienrat Dr. Friedrich Lenz, der jüdischer Abstammung war, wurde 1933 im Unterricht von Vertretern der NSDAP abgeholt und durfte nicht mehr am Ratsgymnasium unterrichten. Oberstudiendirektor Hans Busch wurde 1936 wegen mangelnder Kooperationsbereitschaft mit der Hitlerjugend von der Lehre ausgeschlossen. Ab 1937 hatte die Schule mit Dr. Otto Wiebe auch einen Schulleiter, der Mitglied in der NSDAP war und antisemitische Maßnahmen am Ratsgymnasium umsetzte, so wurde z. B. 1938 den jüdischen Schülern die Teilnahme am Unterricht verboten. Wiebe wurde 1945 durch die britische Militärregierung seines Amtes enthoben, die übrigen Lehrer wurden im Rahmen der Entnazifizierung überprüft, blieben aber dann an der Schule.
In der Nachkriegszeit wurde das Schulgebäude als Rathaus genutzt, die Schüler in der Bessel-Oberrealschule unterrichtet. Von 1946 bis 1950 erhielten die Schüler eine Schulspeisung. Im Jahr 1951 wurde die Schülermitverwaltung gegründet.
Im Jahre 1973 wurde der Westflügel an der Parkstraße errichtet. Hierin befanden sich bis 1996 die Fachräume für Biologie, Chemie, Physik. Im Zuge eines weiteren Ausbaus 1996 sind diese Fachräume in einen modernen Neubau mit Räumen für Informationstechnik und Informatik, sowie Forum, Sekretariat und Direktionszimmer gezogen, im Westflügel befinden sich seitdem normale Klassenzimmer. Im Sommer 2015 wurde der Westflügel in Richtung Glacis erweitert. Dabei wurden neben weiteren Klassenräumen zusätzliche Gruppenräume und eine Mensa geschaffen.

## Konzept
Seit 2009 ist das Ratsgymnasium eine Ganztagsschule, die in der Sekundarstufe I verlässlichen Nachmittagsunterricht an drei Nachmittagen, sowie Betreuung an allen Werktagen anbietet. In diesem Zuge wurden künstlerisch-musische Neigungsfächer eingeführt, die ab der Klasse 5 regelmäßigen Aufführungen darbieten.
Aufgrund vieler kultureller Produktionen und Ensembles wurde das Ratsgymnasium 2011 Modellschule für kulturelle Bildung und trägt seitdem den Titel ‚Kulturgymnasium NRW‘. Dieses kulturell ausgerichtete Schulprofil gewann 2011/12 den Preis ‚Kinder zum Olymp!‘ Dies beinhaltet teils langjährige und intensive Zusammenarbeit mit außerschulischen Partnern und Mindener Institutionen, wie z. B. dem Mindener Stadttheater. Über die musisch-ästhetischen Fächern und Angeboten hinaus, besteht aber auch ein Kulturverständnis, das z. B. in Schüleraustauschen, Projekten der Fächer Geschichte und Politik oder der MINT-Gruppe gelebt wird. Seit 2005 gibt es zudem durch eine private Initiative den Rats-Kulturpreis, der in verschiedenen Kategorien zur Abitur-Entlassung herausragende musisch-ästhetische und literarische Leistungen von Schülerinnen und Schülern ehrt.

## Außerunterrichtliche Angebote
Als außerunterrichtlichen Projekten gibt es verschiedene Sportangebote (z. B. Rudern, Volleyball, Basketball), eine Theater-AG, verschiedene musikalische Ensembles (Kammerorchester, Jugendsymphonieorchester, Chorisma, RatsBigBand), mehrere Tanzensembles (Tanzwerkstatt, Tanzprojekt) eine Schachgruppe und eine Arbeitsgemeinschaft Menschenrechte, sowie 'RatsTV', eine Arbeitsgruppe, die Dokumentationen und Filmclips zu Schulereignissen und für Wettbewerbe produziert.

## Persönlichkeiten

### Lehrer
- Peter Pechlin (1592–1664), Rektor von 1621 bis 1633
- Johann Ludolf Bünemann (1687–1759), Philologe und Literaturhistoriker, Rektor von 1712 bis 1739
- Otto Gibelius (1612–1682), Musiktheoretiker und Komponist, Lehrer 1642 bis 1682
- Georg Hacke (auch latinisiert Haccius, 1626–1684), Konrektor 1648–1661
- Siegmund Imanuel (1790–1847), Schuldirektor 1822–1847, etablierte dort an Gymnasien den Sportunterricht und die Schulformen des humanistischen und des Realgymnasiums
- Alexander Kapp (1800–1869), Pädagoge, 1823–1832 Lehrer für klassischer Philologie und Schulbibliothekar, erster Oberlehrer und Prorektor
- Ernst Kapp (1808–1896), Pädagoge, Geograph und Philosoph, 1830–1849 Lehrer für Geschichte und Erdkunde
- Friedrich Lenz (1896–1969), US-amerikanischer klassischer Philologe, Studienrat 1930–1933 (siehe oben)

### Schüler
- Kai Abruszat (* 1969), Politiker (FDP) und Bürgermeister der Gemeinde Stemwede
- Johannes Bell (1868–1949), Politiker (Zentrum), Mitunterzeichner des Versailler Vertrags
- Friedrich Wilhelm Bessel (1784–1846), Abgang im Alter von 14 Jahren, Astronom, Mathematiker und Geodät
- Franz Boas (1858–1942), Abitur 1877, Begründer der Kulturanthropologie in den USA, Neffe von Abraham Jacobi
- Johann Bocerus (1523–1565), deutscher lateinischer Dichter und Historiker, Poeta laureatus
- Anna Bölling (* 1980), Politikerin (CDU)[4]
- Wilhelm Brepohl (1913–2002), Heimatpfleger
- Max Bruns (1876–1945), Schriftsteller und Verleger
- August Rudolph Jesaias Bünemann (1716–1774), Jurist und Schriftsteller, bis 1733 auf der Schule
- Georg Cramer (1610–1676), Pädagoge
- Yves Eigenrauch (* 1971), Fußballspieler
- Otto von Emmich (1848–1915), General
- Heinrich Ewers (1906–1992), katholischer Theologe, Kanonist und von 1978 bis 1982 Dekan der Römischen Rota, damit der ranghöchste Kirchenrichter der katholischen Kirche
- Peter Hahne (* 1952), Abitur 1971, Autor und Fernsehmoderator
- Eduard Hoffmann (1832–1894), machte Hoffmann’s Stärkefabriken zu einem weltweit tätigen Unternehmen
- Georg Heinrich Conrad Hüttemann (1728–1781), lutherischer Missionar in Indien
- Lothar Ibrügger (* 1944), Abitur 1966, Politiker (SPD), Parlamentarischer Staatssekretär beim Bundesminister für Verkehr, Bau- und Wohnungswesen
- Abraham Jacobi (1830–1919), Abitur 1847, Begründer der Kinderheilkunde in den USA
- Johann Franz Ludwig Koch (1791–1850), Jurist, Autor und Abgeordneter
- Eduard von Moeller (1814–1880), jeweils erster Oberpräsident der Provinz Hessen-Nassau und von Elsass-Lothringen
- Alexander von Oheimb (1820–1903), Regierungsbeamter und Politiker, MdR
- Wolfgang von Stetten (* 1941), Bundestagsabgeordneter (CDU)
- Henning Venske (* 1939), Schauspieler, Kabarettist, Moderator und Schriftsteller
- Karl Friedrich von Vincke (1800–1869), preußischer Offizier und Politiker, Vertrauter des Prinzen Wilhelm
- Johann Heinrich Volkening (1796–1877), evangelischer Theologe und führender Vertreter der Erweckungsbewegung
- Otto Weddigen (1851–1940), Autor
- Albrecht Wellmer (1933–2018), Philosoph
- Jakob Philipp Wolfers (1803–1878), Astronom und Mathematiker

## Schriften
- Zur öffentlichen Prüfung der Schüler des Gymnasiums zu Minden am ... sowie zu der feierlichen Entlassung der Abiturienten am ... ladet die Eltern und Angehörigen der Zöglinge, desgleichen alle Freunde und Gönner des Schulwesens überhaupt und der Anstalt insbesondere hochachtungsvoll ein, 1841, 1843, 1845, 1848 Digitalisat
- Zu der Entlassung der Abiturienten am ... und zur öffentlichen Prüfung der Schüler des Gymnasii zu Minden, am ... ladet ergebenst ein, Minden, 1841/42(1842) Digitalisat
- Zur feierlichen Entlassung der Abiturienten im Gymnasio zu Minden, am ... und zu den öffentlichen Prüfungen am ... ladet ganz ergebenst ein, Minden : 1843/44(1844); 1845/46(1846) Digitalisat
- Jahresbericht des Gymnasiums und der Realschule zu Minden, 1852–1857 Digitalisat
- Jahresbericht des Evangelischen Gymnasiums und der Realschule zu Minden, 1858–1868 Digitalisat
- Jahresbericht des Evangelischen Gymnasiums und der Realschule I. Ordnung zu Minden, 1869–1875 Digitalisat
- Georg Ludwig Wilms: Zur Geschichte des Gymnasiums zu Minden, in: Jahresbericht des Evangelischen Gymnasiums und der Realschule zu Minden. Bruns 1860 Digitalisat
- Jahresbericht des Königlichen Evangelischen Gymnasiums und Realgymnasiums zu Minden : Ostern ..., Minden, 1882/83(1883) – 1898/99(1899) Digitalisat
- Jahresbericht des Königlichen Evangelischen Gymnasiums und der Realschule zu Minden : Ostern ..., Minden, 1899/1900(1900) – 1903/04(1904) Digitalisat
- Kanon der am Königlichen Gymnasium zu Minden zu erlernenden Geschichtszahlen, Minden i. W. : Bruns, [1904] Digitalisat
- Jahresbericht des Königlichen Evangelischen Gymnasiums und der Oberrealschule i.E. zu Minden : Ostern ..., Minden, 1904/05(1905) – 1905/06(1906) Digitalisat
- Jahresbericht des Königlichen Evangelischen Gymnasiums und der Oberrealschule zu Minden : Ostern ..., Minden, 1906/07(1907) – 1914/15(1915) Digitalisat